# GAN-Trilogie
Die GAN-Trilogie ist eine 2012 bis 2013 erschienene Jugendroman-Trilogie des promovierten Autors Uwe Buß. Sie erzählt die Abenteuer von vier jugendlichen Amulett-Trägern im Fantasy-Land GAN.

## Inhalt
Band 1: Das Amulett von GAN erzählt von der Hauptfigur Finn Petersen, einem 12-jährigen Schüler, der in den Ferien bei seinem Großvater ein Amulett findet, das besondere Kräfte besitzt und ihn in das verborgene Land GAN bringen. In GAN erlebt er mit den drei gleichaltrigen Jugendlichen Joe, Chika und Pendo – ebenfalls Amulett-Träger – Abenteuer, begegnet fantastischen Wesen und kämpft gegen finstere Kreaturen. Die anspruchsvolle Aufgabe der Amulettträger von den „vier Enden der Erde“, damit sind verschiedenen Erdteile gemeint, ist es, zu verhindern, dass die „Quelle des Lebens“ in GAN versiegt.
Band 2: Finsternis über GAN: Die vier Helden halten Kontakt über das Internet und werden ein Jahr später erneut nach GAN gerufen. Dessen Bewohner haben aus ihren Reihen einen König gewählt, Farlon I. Dieser will die Grenzen des Landes öffnen, um Fortschritt und moderne Technik nach GAN zu holen. Die GAN-Bewohner sind besorgt, da bösen Mächte Einzug in GAN halten. Vier Boten, Alon, Daniel, Alfrigg und Elbachur, machen sich auf, um die Amulett-Träger zur Hilfe zu holen. Diese versuchen gemeinsam zu verhindern, dass ein folgenschweres Gesetz in GAN gültig wird.
Band 3: Letzte Rettung für GAN Die Abenteuer der Jugendlichen Finn, Pendo, Joe und Chika in GAN werden zu Beginn des Bandes mit einer Krise in der realen Welt verknüpft. Das liebenswerte Fantasy-Land GAN ist hoffnungslos geworden und die jungen Helden sind gefordert, eine existenzielle Bedrohung durch das Böse abzuwenden. Ein vorlautes Bergmännchen erhebt Anspruch auf den Thron von GAN und hat sich dazu mit den „Schwarzalben“ eingelassen. Viele Bewohner GANs sind spurlos verschwunden. Die jugendlichen Gefährten begeben sich in unterirdische Gemächer, unheimliche Wälder und verlassene Paläste. Der Bezug zu den unterschiedlichen Charakteren und der reale Welt der Protagonisten spielt in dem Band eine bedeutende Rolle.

## Figuren
Die vier Amulett-Träger sind zu Beginn der GAN-Saga 12 Jahre alt und sind erst vor zwei Tagen in Besitz ihrer Zauberamulette gelangt. Neben Finn Petersen, der in Frankfurt lebt und das Amulett bei seinem Großvater in Husum gefunden hat, erfährt der Leser folgendes: Chochuschuvio, genannt Joe, ist ein Indianerjunge der zum Stamm der Hopi gehört und dessen Familie eine Farm in einem Reservat in Colorado bewirtschaftet. Chika San lebt mit ihren Eltern in einem Hochhaus in Kyoto und bekam das Amulett von ihrer Großmutter zum Geburtstag geschenkt. Pendo stammt aus Kapstadt, ihre Eltern arbeiten in Südafrika in einer Diamantenmine und ihr Amulett erhielt sie von einer Tante. So erhält der junge Leser einen realistischen Einblick in die Lebenswelten von Jugendlichen in unterschiedlichen Kulturkreisen.
In GAN gibt es fantastische Lebewesen: Bergmännchen, die in den glitzernden Gewölben der Untererde leben, mächtige Lichtalben in wunderbaren Schlössern, sprechende Tiere und Menschen, sowie Nebjah, die Hüterin der Quelle des Lebens. Daneben gibt es gefährliche Schwarzalben mit rotglühenden Augen, bösartige Bergmännchen und ein feuerspeiendes Krokodil. Schlüsselfigur ist Äbrah, der silberne bzw. goldenen Pelikan, der sich für seine Gefährten opfert und das Böse besiegt.
Die Gefährten werden von Nebjah und den Lichtalben mit der notwendigen Ausrüstung ausgestattet, z. B. einem tarnenden und klimaregulierenden Umhang oder füllhornartigen Taschen, aus denen die Protagonisten stets das hervorholen können – wie Essen, Licht oder Werkzeuge – was sie gerade benötigen.

## Rezeption
- buchtips.net findet, dass es dem Autor gelungen sei „nicht nur zu unterhalten, sondern auch zum Nachdenken anzuregen.“[2]
- patchoulis-buecherwelt schreibt: das Buch "ist und bleibt ein Kinderbuch und wer jetzt blutige Kampfszenen erwartet, der sollte lieber einen Bogen um dieses Werk machen, doch der Aufbau und auch die Idee selbst zeugt von großer Spannung."[3]

## Ausgaben
- Das Amulett von Gan, Scm R. Brockhaus; Februar 2012; ISBN 978-3-417-28508-6
- Finsternis über Gan, Scm R. Brockhaus; September 2012; ISBN 978-3-417-28549-9
- Letzte Rettung für Gan, Scm R. Brockhaus; August 2013; ISBN 978-3-417-28604-5